# Tihkitshohka
Tihkitshohka är en kulle i Finland.  Den ligger i Enontekis kommun i landskapet Lappland, i den norra delen av landet, 1 000 km norr om huvudstaden Helsingfors. Toppen på Tihkitshohka är 522 meter över havet.
Terrängen runt Tihkitshohka är huvudsakligen platt. Trakten runt Tihkitshohka är nära nog obefolkad, med mindre än två invånare per kvadratkilometer. Det finns inga samhällen i närheten. Omgivningarna runt Tihkitshohka är i huvudsak ett öppet busklandskap.